# اولیور جارویس
اولیور ریچارد بنجامین جارویس (زادهٔ ۹ ژانویهٔ ۱۹۸۴) راننده حرفه‌ای مسابقات اتومبیل‌رانی بریتانیایی است که در حال حاضر در مسابقات قهرمانی استقامتی جهانی ۲۰۲۳، مسابقات لمانز اروپایی ۲۰۲۳ و مسابقات لمانز آسیایی ۲۰۲۳ برای تیم یونایتد اتواسپورتز مسابقه می‌دهد.
جارویس در مسابقات قهرمانی انجمن بین‌المللی ورزش‌های موتوری اتواسپورتز در دسته دیتونا پروتوتایپ بین‌المللی با تیم مایر شنک ریسینگ برنده شد.

## دوران کودکی
جارویس در بورول، کمبریج‌شر متولد شد و در مدرسه کینگ الی تحصیل کرد.

## دوران حرفه‌ای اولیه
جارویس از سنین پایین با دنیای موتوراسپورت آشنا شد، این موضوع به زمانی بازمی‌گردد که پدرش کارل در فورمول اف به رقابت می‌پرداخت. جارویس که مشتاق بود خود را امتحان کند، تنها در شش سالگی اولین مسابقه موتورکراس خود را تجربه کرد.
در سن هشت سالگی، جارویس به مسابقات کارتینگ روی آورد. در طول ۱۰ سال فعالیتش در کارتینگ، موفقیت‌های قابل توجهی در رویدادهای بریتانیایی و اروپایی و همچنین در مسابقات جهانی کارتینگ به عنوان یکی از رانندگان تیم تونی کارت به دست آورد.
جارویس در سن ۱۸ سالگی از کارتینگ اروپایی به مسابقات تک‌نشین بریتانیا منتقل شد و در دسته فرمول اف برای دو فصل موفق به رقابت پرداخت. پس از این دو فصل موفق او به فرمول آر صعود کرد.
سال ۲۰۰۵ سالی برجسته برای جارویس بود، زمانی که قهرمان فرمول آر بریتانیا شد. او پنج پیروزی، هفت مقام برتر، چهار مانی پوزیشن و سه جایزه ای‌ال‌اف کسب کرد. او همچنین مقام ریسینگ استار را از باشگاه رانندگان مسابقه بریتانیا دریافت کرد.
پایان عالی سال برای جارویس کسب جایزه معتبر جایزه راننده جوان سال مک لارن اتواسپورتز در دسامبر همان سال بود که توسط استرلینگ ماس، اسطوره فرمول یک به او اهدا شد.
در سال ۲۰۰۶، جارویس به مسابقات بین‌المللی اف۳ انگلستان پیوست و برای تیم معروف کارلین موتور اسپورت به مربیگری ترور کارلین به رقابت پرداخت. جارویس موفقیت‌های بیشتری کسب کرد و دو مسابقه دیگر را برنده شد و برونو سنا را شکست داد.
جارویس به تیم ای۱ بریتانیای کبیر برای شرکت در جایزه بزرگ ای۱ پیوست و ممکن بود در آن فصل فرصت‌های بیشتری برای مسابقه پیدا کند، اما این چنین نشد.
مقصد بعدی جارویس مکزیک بود. این بار جارویس یک قدم جلوتر رفت و مسابقه اصلی را برای بریتانیا با پیروزی به پایان رساند و اولین پیروزی جایزه بزرگ ای۱ بریتانیا را به دست آورد.

## دوران حرفه‌ای دردی‌تی‌ام
در سال ۲۰۰۸، جارویس به مسابقات تور بزرگ آلمان پیوست و برای تیم فینیکس با ماشین آئودی آ-۴ به رقابت پرداخت. با کسب امتیاز در دو مسابقه، این راننده بریتانیایی در پایان فصل در رده سیزدهم جدول قرار گرفت.
در سال بعد، تیم فینیکس بار دیگر جارویس را در مسابقات دی‌تی‌ام شرکت داد. این سال رشد قابل توجهی را برای جارویس به همراه داشت. او با کسب دو مقام برتر، از جمله رده دوم در زاندرورت و همچنین کسب اولین مانی پوزیشن خود در این دسته، به رده نهم جدول صعود کرد.
در فصل ۲۰۱۰، جارویس به تیم ای‌بی‌تی اسپورتزلاین پیوست و با کسب پنج نتیجه در میان شش نفر اول، دوباره در رده نهم جدول قرار گرفت.
در سال ۲۰۱۱، جارویس همچنان در مسابقات دی‌تی‌ام با تیم ای‌بی‌تی اسپورتزلاین باقی ماند. با وجود کسب یک مقام برتر در اشپیلبرگ، جارویس فصل را در رده دهم جدول به پایان رساند. سال بعد او از این مسابقات کناره‌گیری کرد و به مسابقات اتواسپورتز پیوست.

## فعالیت در اتواسپورتز
در مسابقه پوککا ۱۰۰۰ کیلومتر در سوزوکا، جارویس با همکاری جوئیچی واکیساکا و آندره لاتتر به پیروزی رسید.
در سال ۲۰۱۲، جارویس به مسابقات جهانی اف‌آی‌ای جی‌تی۱ منتقل شد و با فرانک استیپلر برای تیم دابلیو ریسینگ به رقابت پرداخت. این زوج با پنج حضور بر روی سکو در طول فصل، به رتبه هشتم کلی دست یافتند. او همچنین در مسابقه ۲۴ ساعت لمانز همان سال برای آئودی به رقابت پرداخت.
در سال ۲۰۱۳، جارویس با الکس جاب ریسینگ با یک آئودی آر۸ گرند-اِی‌اِم در مسابقه ۲۴ ساعته دیتونا رقابت کرد و پیروز شد. او همچنین در مسابقه ۱۲ ساعته سبینگ پیروز شد و در مسابقه ۲۴ ساعته لمانز در سال ۲۰۱۳ با ماشین آئودی آر۱۸ ای-ترون کواترو به رتبه سوم دست یافت.
زمانی که آئودی از مسابقات جهانی استقامت خارج شد، او قراردادی امضا کرد تا در جام استقامت بلان پین سری جی‌تی برای بنتلی در سال ۲۰۱۷ به رقابت بپردازد. او همچنین در مسابقات جهانی استقامت زیر نظر جکی چان دی‌سی ریسینگ در سری مسابقات ال‌ام‌پی۲ به رقابت پرداخت و در مسابقه ۲۴ ساعته لمانز به رتبهٔ قابل توجهی دست یافت. آنها همچنین به رتبه دوم در جدول قهرمانی رسیدند.
برای سال ۲۰۱۸، او در مسابقات قهرمانی انجمن بین‌المللی ورزش‌های موتوری اتواسپورتز برای تیم «مزدا جوست» به رقابت پرداخت.

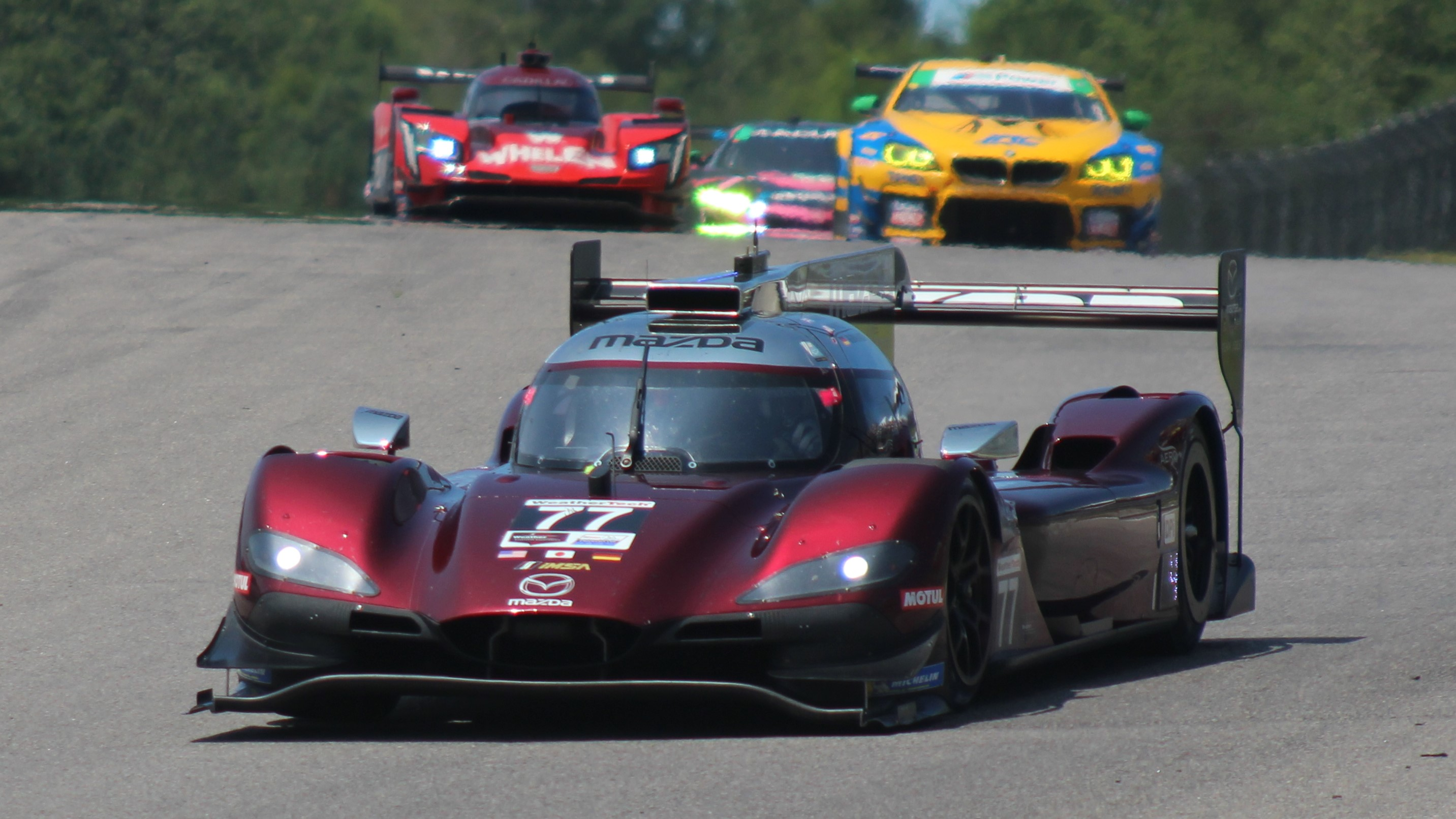
جارویس در جایزه بزرگ خودروی اسپرت موبیل ۱ در سال ۲۰۱۹ پیروز شد که دومین پیروزی انجمن بین‌المللی اتواسپورتز برای تیم مزدا بود.

جارویس در فصل ۲۰۲۲ با تام بلومکویست در مسابقه مایر شنک و کرب آقاجانیان در سری مسابقات انجمن بین‌المللی ورزش‌های موتوری اتواسپورتز همکاری کرد. این زوج موفق به کسب عنوان قهرمانی شدند و دو پیروزی به دست آوردند که یکی از آنها در ۲۴ ساعت دیتونا بود.